# 11681 Ортнер
11681 Ортнер (11681 Ortner) — астероїд головного поясу, відкритий 1 березня 1998 року.
Тіссеранів параметр щодо Юпітера — 3,667.